# Placówka Straży Granicznej w Lubyczy Królewskiej
Placówka Straży Granicznej w Lubyczy Królewskiej imienia płk. Wojciecha Wójcika – graniczna jednostka organizacyjna Straży Granicznej realizująca zadania w ochronie granicy państwowej z Ukrainą.

## Formowanie i zmiany organizacyjne
Placówka Straży Granicznej w Lubyczy Królewskiej (PSG w Lubyczy Królewskiej) z siedzibą w Lubyczy Królewskiej, została powołana 1 maja 2014 roku Zarządzeniem nr 55 Komendanta Głównego Straży Granicznej z 28 kwietnia 2011 roku, w strukturach Nadbużańskiego Oddziału Straży Granicznej w Chełmie z przemianowania dotychczas funkcjonującej Placówki Straży Granicznej w Łaszczowie z siedzibą w Lubyczy Królewskiej (PSG w Łaszczowie z siedzibą w Lubyczy Królewskiej).

## Ochrona granicy
Całkowita długość ochranianego odcinka granicy państwowej przez PSG w Lubyczy Królewskiej wynosi 16,04 km i to wyłącznie granica lądowa z Ukrainą.
W ramach Systemu Wież Obserwacyjnych Straży Granicznej (SWO SG), do ochrony powierzonego odcinka granicy państwowej placówka wykorzystuje wieżę obserwacyjną w miejscowości Machnów Nowy z lokalnym ośrodkiem nadzoru w placówce SG w Lubyczy Królewskiej.
W lutym 2019 roku placówka otrzymała na wyposażenie do ochrony granicy specjalistyczny pojazd obserwacyjny tzw. PJN.

### Terytorialny zasięg działania
Obszar służbowej działalności Placówki SG w Lubyczy Królewskiej położony jest w powiecie tomaszowskim i obejmuje w części gminy Jarczów, Łaszczów, Ulhówek, Rachanie i Lubycza Królewska.
Stan z 1 września 2021
- Od znaku granicznego nr 658 do znaku granicznego nr 700.
- Linia rozgraniczenia z:

1. Placówką Straży Granicznej w Chłopiatynie: włącznie znak graniczny nr 700, dalej wyłącznie Korczmin, PGR Korczmin, wyłącznie PGR Krzewica, wyłącznie Rzeplin, wyłącznie Kolonia Rzeplin, Zachajek, dalej granicą gmin Telatyn i Ulhówek, Telatyn i Łaszczów, rzeką Kmiczynką do granicy gmin Łaszczów i Tyszowce.
2. Placówką Straży Granicznej w Hrebennem: wyłącznie znak graniczny nr 658, dalej południową stroną nasypu dawnej linii kolejowej z Hrebennego do Sokala, następnie przez rzekę Sołokija do stawów hodowlanych. Dalej wzdłuż wschodniej grobli tych stawów do północnego skraju lasu pomiędzy Kornie i Machnów Stary, dalej północną ścianą lasu przez drogę Kornie – Machnów Stary w kierunku zachodnim do punktu wysokościowego nr 230,1; dalej drogą polną w kierunku zachodnim do południowej ściany lasu położonego za miejscowością Teniatyska (punkt wysokościowy nr 239,2 przy skrzyżowaniu dróg gruntowych), dalej drogą leśną w kierunku południowo-zachodnim przez rzekę Sołokija oraz szlak kolejowy Hrebenne – Lubycza Królewska, do drogi krajowej nr 17, dalej drogą krajową nr 17 do miejscowości Lubycza Królewska, dalej drogą Lubycza Królewska – Ruda Żurawiecka – Żurawce – Korhynie do miejscowości Korhynie, a następnie do punktu wysokościowego 296,7 za miejscowością Korhynie, dalej do Kolonia Korhynie i dalej drogą gruntową w kierunku północnym przez drogę Wierszczyca – Tomaszów Lubelski zachodnią ścianą lasu za miejscowością Przewłoka, do punktu wysokościowego 293,0, dalej do granicy gmin Jarczów i Tomaszów Lubelski pomiędzy miejscowościami Klekacz i Nedeżów i dalej granicą tych gmin do styku z gminą Rachanie, dalej granicą gmin: Rachanie i Tomaszów Lubelski, Rachanie i Tarnawatka.
3. Placówką Straży Granicznej w Lublinie: granicą gmin Rachanie i Krynice, Rachanie i Komarów Osada.

- Poza strefą nadgraniczną z powiatu tomaszowskiego gmina: Rachanie.

Stan z 1 maja 2014
- Od znaku granicznego nr 658 do znaku granicznego nr 700.
- Linia rozgraniczenia z:

1. Placówką Straży Granicznej w Chłopiatynie: włącznie znak graniczny nr 700, dalej wyłącznie Korczmin, wyłącznie PGR Korczmin, wyłącznie PGR Krzewica, wyłącznie Rzeplin, wyłącznie Kolonia Rzeplin, Zachajek, dalej granicą gmin Telatyn i Ulhówek, Telatyn i Łaszczów, rzeką  Kmiczynką do granicy gminy Tyszowce.
2. Placówką Straży Granicznej w Hrebennem: wyłącznie znak graniczny nr 658 dalej południową stroną nasypu dawnej linii kolejowej z Hrebennego do Sokala, następnie przez rzekę Sołokija do stawów hodowlanych, dalej wzdłuż wschodniej grobli tych stawów do północnego skraju lasu pomiędzy miejscowością Kornie i Machnów Stary, dalej północną ścianą lasu przez drogę Kornie – Machnów Stary w kierunku zachodnim do punktu wysokościowego 230,1, dalej drogą polną w kierunku zachodnim do południowej ściany lasu położonego za miejscowością Teniatyska (punkt wysokościowy 239,2 przy skrzyżowaniu dróg gruntowych), dalej drogą leśną w kierunku południowo–zachodnim przez rzekę Sołokija oraz szlak kolejowy Hrebenne – Lubycza Królewska do drogi krajowej nr 17, dalej drogą krajową nr 17 do miejscowości Lubycza Królewska, dalej drogą Lubycza Królewska – Ruda Żurawiecka – Żurawce – Korhynie do miejscowości Korhynie a następnie do punktu wysokościowego 296,7 za miejscowością Korhynie, dalej do Kolonia Korhynie i dalej drogą gruntową w kierunku północnym przez drogę Wierszczyca – Tomaszów Lubelski, zachodnią ścianą lasu za miejscowością Przewłoka, do punktu wysokościowego 293,0, dalej do granicy gmin Jarczów i Tomaszów Lubelski pomiędzy miejscowościami Klekacz i Nedeżów i dalej granicą tych gmin do styku z gminą Rachanie.
3. Placówką Straży Granicznej w Lublinie: granicą gmin Jarczów i Rachanie, Łaszczów i Rachanie, Łaszczów i Tyszowce.

## Placówki sąsiednie
- Placówka SG w Chłopiatynie ⇔ Placówka SG w Hrebennem, Placówka SG w Lublinie – 01.05.2014[2]
- Placówka SG w Chłopiatynie ⇔ Placówka SG w Hrebennem, Placówka SG w Lublinie – 01.09.2021[7].

## Komendanci placówki
- ppłk SG Jacek Kozak (był w 2015[8]–był 10.10.2019)[9].

## Nadanie imienia placówce
18 maja 2016 roku w Lubyczy Królewskiej, odbyły się uroczystości nadania Placówce Straży Granicznej, imienia płk. Wojciecha Stanisława Wójcika. W uroczystości obok kadry kierowniczej, uczestniczył gen. bryg. SG Wojciech Skowronek Komendant Nadbużańskiego Oddziału Straży Granicznej oraz funkcjonariusze Placówki. Wzięli udział przedstawiciele rodziny legendarnego dowódcy Korpusu Ochrony Pogranicza w osobach: córka płk. Wojciecha Stanisława Wójcika Emilia Szkopiak wraz z córką Krystyną Rafalat i synem z małżonką Andrzejem i Sandrą Szkopiak. Uroczystości uświetniła orkiestra reprezentacyjna Straży Granicznej, przybyła z Karpackiego Oddziału SG w Nowym Sączu. Odsłonięciu pamiątkowej tablicy ku czci patrona towarzyszył tzw. dzień otwarty – zwiedzanie placówki i prezentacja sprzętu. Można było obejrzeć Izbę Pamięci Polskich Formacji Pogranicznych, powstałą staraniem komendanta Placówki SG w Lubyczy Królewskiej ppłk. SG Jacka Kozaka, który od lat zbierał eksponaty i prowadził edukacyjną działalność patriotyczną w okolicy – przy wsparciu Fundacji Niepodległości.